# Melissa Wijfje
Melissa Wijfje (* 21. Juli 1995 in Ter Aar) ist eine niederländische Eisschnellläuferin.

## Werdegang
Wijfje hatte ihre ersten internationalen Erfolge bei den Juniorenweltmeisterschaften 2014 in Bjugn. Dort gewann sie über 1000 m, über 3000 m und im Mini-Vierkampf jeweils die Silbermedaille und über 1500 m und in der Teamverfolgung jeweils die Goldmedaille. Ihre ersten Starts im Weltcup hatte sie im November 2015 und belegte dabei in Obihiro den zweiten Platz über 1500 m in der B-Gruppe und in Seoul den 12. Rang über 1500 m in der A-Gruppe. Bei den Juniorenweltmeisterschaften 2015 in Warschau holte sie im Massenstart die Bronzemedaille und über 1500 m, 3000 m, im Mini-Vierkampf und in der Teamverfolgung jeweils die Goldmedaille. In der Saison 2016/17 erreichte sie in Heerenveen mit dem dritten Platz über 5000 m ihre erste Podestplatzierung im Weltcup. Zudem errang sie in Stavanger den dritten Platz über 3000 m und den zweiten Platz in der Teamverfolgung und erreichte zum Saisonende den achten Platz im Gesamtweltcup über 1500 m und den vierten Rang im Gesamtweltcup über 3000/5000 m. In der Saison 2017/18 wurde sie beim Weltcup in Salt Lake City Zweite in der Teamverfolgung und gewann bei den Europameisterschaften 2018 in Kolomna die Goldmedaille in der Teamverfolgung. In der folgenden Saison erreichte sie mit zehn Top-Zehn-Platzierungen im Weltcupeinzel den achten Platz im Massenstart-Weltcup, den siebten Rang im Gesamtweltcup über 3000/5000 m und den sechsten Platz im Gesamtweltcup über 1500 m. Bei den Einzelstreckenweltmeisterschaften 2019 in Inzell wurde sie Zehnte im Massenstart und Sechste über 1500 m.

## Persönliche Bestzeiten
- 500 m 38,83 s (aufgestellt am 1. Februar 2020 in Calgary)
- 1000 m 1:16,19 min (aufgestellt am 21. Dezember 2019 in Heerenveen)
- 1500 m 1:51,78 min (aufgestellt am 16. Februar 2020 in Salt Lake City)
- 3000 m 4:01,07 min (aufgestellt am 13. Oktober 2019 in Inzell)
- 5000 m 6:58,80 min (aufgestellt am 4. November 2018 in Heerenveen)

## Weltcupsiege im Einzel
| Nr. | Datum        | Ort        | Disziplin   |
| --- | ------------ | ---------- | ----------- |
| 1.  | 8. März 2020 | Heerenveen | Massenstart |